# リー郡 (アーカンソー州)
リー郡 (Lee County) は、アメリカ合衆国アーカンソー州に位置する郡である。2000年現在、ここの人口は12,580人である。ここの郡庁所在地はMariannaである。リー郡は1873年4月17日に設立されアメリカ連合国「w:Robert E. Lee」将軍の名を取って命名された。

## 地理
アメリカ合衆国統計局によると、この郡は総面積1,604 km2 (619 mi2) である。このうち1,558 km2 (602 mi2) が陸地で46 km2 (18 mi2) が水地域である。総面積の2.87%が水地域となっている。

### 隣接する郡
- セントフランシス郡  (北)
- クリッテンデン郡  (北東)
- トゥニカ郡 (ミシシッピ州)  (東)
- フィリップス郡  (南)
- モンロー郡  (西)

## 人口動静
2000年現在の国勢調査で、この郡は人口12,580人、4,182世帯、及び2,960家族が暮らしている。人口密度は8/km2 (21/mi2) である。3/km2 (8/mi2) の平均的な密度に4,768軒の住居が建っている。この郡の人種的構成は白人41.41%、アフリカン・アメリカン57.24%、先住民0.16%、アジア0.27%、太平洋諸島系0.00%、その他の人種0.52%、及び混血0.40%である。人口の2.19%がヒスパニックまたはラテン系である。
この郡内の住民は26.00%が18歳未満の未成年、18歳以上24歳以下が10.20%、25歳以上44歳以下が28.70%、45歳以上64歳以下が21.10%、及び65歳以上が14.00%にわたっている。中央値年齢は35歳である。女性100人ごとに対して男性は111.40人である。18歳以上の女性100人ごとに対して男性は118.40人である。
この郡の世帯ごとの平均的な収入は20,510米ドルであり、家族ごとの平均的な収入は25,846米ドルである。男性は26,900米ドルに対して女性は19,505米ドルの平均的な収入がある。この郡の一人当たりの収入 (per capita income) は10,983米ドルである。人口の29.90%及び家族の24.70%は貧困線以下である。全人口のうち18歳未満の38.80%及び65歳以上の27.60%は貧困線以下の生活を送っている。

## 都市及び町
- Aubrey
- Haynes
- ラグランジュ
- Marianna
- Moro
- Rondo